# Werewere Liking
Werewere Liking (Bondé, 1 mei 1950) is een Kameroens kunstschilder, theaterregisseur en schrijfster van romans, sprookjes en theaterstukken. Daarnaast schreef ze twee cultuurwetenschappelijke werken. Haar boeken zijn vertaald in meerdere talen waaronder drie in het Nederlands. Ze werkt vanuit Abidjan in Ivoorkust.

## Levensloop
Liking werd door haar grootouders aan vaderszijde opgevoed volgens de tradities van de Bassa-stam.
Sinds 1975 woont ze in Ivoorkust. Hier maakte ze aan het Institut de littérature et d'esthétique négro-africaines van de universiteit van Abidjan naam door haar onderzoek van de traditie en esthetiek van Sub-Saharisch Afrika, onder meer van marionetten en standbeelden en in het verhaal van Kaydara. Sinds de jaren tachtig is ze met Marie-José Hourantier maatgevend in de vernieuwing van de esthetica van het rituele theater.
Zelf is ze een veelzijdige kunstenares en houdt ze zich naast het schrijven van boeken bezig als kunstschilder en theaterregisseur. Internationaal werd ze echter vooral bekend vanwege de theaterstukken die ze schreef en de oprichting van een kunstenaarsdorp.
Dit kunstenaarsdorp, met de naam Ki-Yi M'Bock, stichtte ze in 1985 in Abidjan. In de taal Bassa betekent Ki-Yi M'Bock het weten dat al het weten overstijgt. Vijfentwintig jaar later bevinden zich in het dorp rond vijftig Afrikaanse kunstenaars van verschillende leeftijd, herkomst en kunstrichtingen. Liking wil met het dorp teweegbrengen, dat er een renaissance op gang wordt gebracht in de Afrikaanse kunst die leidt tot een panafrikaanse cultuur en een ontmoeting en erkenning van de culturen van de zwarte wereld.

## Erkenning
- Ridder in de Nationale Orde van Ivoorkust
- 2000: Prins Claus Prijs voor haar bijdrage aan de cultuur en de maatschappij
- 2005: Nomaprijs voor haar chant-roman La mémoire amputée (Nederlandse vertaling: Afgesneden herinnering)